# Gloria Simonetti
Gloria Angélica Simonetti Mazzarelli (Santiago, 5 de enero de 1948) es una cantante chilena (de ascendencia italiana) de baladas. Ganó el certamen internacional del Festival de la Canción de Viña del Mar en 1969.

## Familia
Sus padres eran el destacado empresario Américo Simonetti Fiorentinni y Ana Mazzarelli Morra,Es hermana del destacado equitador Américo Simonetti Mazzarelli. Su primer marido, de quien se separó, fue Cristián del Campo, con quien tuvo a su único hijo Cristián del Campo Simonetti, quien hoy es sacerdote jesuita, capellán de la ONG Un Techo para Chile y rector de la Universidad Alberto Hurtado.
Su segundo marido era Jorge Nogués, falleció al atragantarse con un trozo de carne en un restaurante tras 24 años de matrimonio.

## Vida artística
Sus inicios fueron en 1967, en festivales universitarios, principalmente en la Universidad Católica de Chile, donde estudiaba Publicidad.
Su primera actuación profesional fue en 1968 en el Festival de la Canción de Viña del Mar, donde compitió con la canción «Para cuando vuelvas», de Julio Zegers. En esa ocasión, fue abucheada por el público, incentivado por artículos de prensa que criticaban que provenía de una familia acomodada. Al compararla con Luz Eliana, una popular cantante que también participaba en la competencia de ese año, una periodista tituló una nota con: «Luz Eliana, una niña que canta bien; Gloria Simonetti, una niña bien que canta». Pese a todo, obtuvo el segundo lugar.
Un año después, obtuvo el primer lugar en ese certamen musical con la canción «Mira, mira», de Scottie Scott. Fue su reencuentro con el público, ya que además se llevó gaviotas de plata, el típico trofeo de ese certamen musical, por la canción, interpretación, orquestación, cantante femenina y vestuario. Esto marcó el despegue definitivo de su carrera.
Tal fue su éxito que ese año el director Germán Becker la sumó al elenco de la película Ayúdeme usted compadre, una de las películas que ha tenido mejor taquilla en Chile, en lo que a cine nacional se refiere. En 1971, fue la primera cantante de música popular que realizó un concierto en el Teatro Municipal de Santiago, con gran aceptación de público y crítica especializada. Esa presentación dio como resultado el álbum Gloria en el Municipal, uno de los principales de su carrera.
Ese mismo año, realizó una gira por todo Chile junto al cantante argentino Sandro.
Luego compitió en festivales de Puerto Rico, España y Bulgaria, donde tuvo muy buenas participaciones, sobre todo en el primer país mencionado, donde logró el segundo lugar entre varios competidores.
También tuvo destacadas participaciones en los programas de TV como Sábados Gigantes, Canturreando, La gran canción y Recital, donde su concierto fue considerado el mejor.
Algunas de sus interpretaciones más reconocidas son «Lo que pasa contigo», «Hijos», «Entreparéntesis», balada del compositor chileno Nino García, «Enamórate», «La Violeta y la Parra», «Nuestro tiempo terminó», de Luis Advis, y su versión, considerada entre las mejores, de «Gracias a la Vida», de Violeta Parra.
Otro de sus grandes éxitos fue su versión de «Ojalá», del trovador cubano Silvio Rodríguez. A la cantante le costó mucho presentar esta canción en televisión, en los años del dictadura militar. Los productores le decían que era muy metafórica. Pero ella se empeñó al máximo y lo logró en 1979, en el programa Vamos a Ver, que conducía Raúl Matas, en Televisión Nacional.
En 2005 produjo y escribió Súbete a la camioneta verde una obra musical sobre la vida de san Alberto Hurtado.
Ha grabado más de 25 álbumes y ha obtenido todos los premios de música popular que se entregan en Chile.
Hoy sigue más vigente que nunca y tiene su propia Academia de Canto que lleva su nombre, en Viña del Mar, donde prepara a futuros cantantes. Formó parte del jurado del programa Cantando por un sueño (2007), en Canal 13 (Chile).
En noviembre de 2007, celebró con gran éxito sus 40 años de trayectoria con conciertos en Santiago, Viña del Mar y Concepción, oportunidad que aprovechó para lanzar una nueva producción con un compilado con sus mayores éxitos y dos temas compuestos especialmente para ella por el autor Daniel Guerrero.
En junio de 2009 lanzó su trabajo discográfico, titulado Gracias a ustedes, donde rinde tributo a los músicos chilenos. Instrumentistas como Valentín Trujillo (piano), Ángel Parra (guitarra), Tito Francia (piano), Andrés Silva (batería) y Gustavo Bosch (trompeta), entre otros, participaron junto a ella en el disco. En octubre de 2009, realizó una gira por todo el país presentando este trabajo, a través de conciertos en vivo, el primero de ellos a realizarse en el Teatro Oriente de Santiago.
En octubre de 2012 presentó su disco "Gente grande", donde incluye como homenaje canciones de autores nacionales como Fernando Ubiergo, Eduardo Gatti, Luis Advis, Patricio Manns, Buddy Richard, Nino García, Violeta Parra, Vicente Bianchi y Pablo Neruda, además de duetos con Ginette Acevedo y Cecilia.

## Videografía
• "24 Rosas"  (2015) 

• "Fiel"  (2017)